# Za-Kpota
Za-Kpota  ist eine Stadt, ein Arrondissement und eine 600 km² große Kommune in Benin. Sie liegt im Département Zou. 

## Demografie und Verwaltung
Das Arrondissement Za-Kpota hatte bei der Volkszählung im Mai 2013 eine Bevölkerung von 26.688 Einwohnern, davon waren 12.506 männlich und 14.182 weiblich. Die gleichnamige Kommune zählte zum selben Zeitpunkt 132.818 Einwohner, davon 61.945 männlich und 70.873 weiblich.
Die sieben weiteren Arrondissements der Kommune sind Allahé, Assalin, Houngomey, Kpakpamè, Kpozoun, Za-Tanta und Zèko. Kumuliert umfassen alle acht Arrondissements 40 Dörfer.